# Schedeldoekshaven

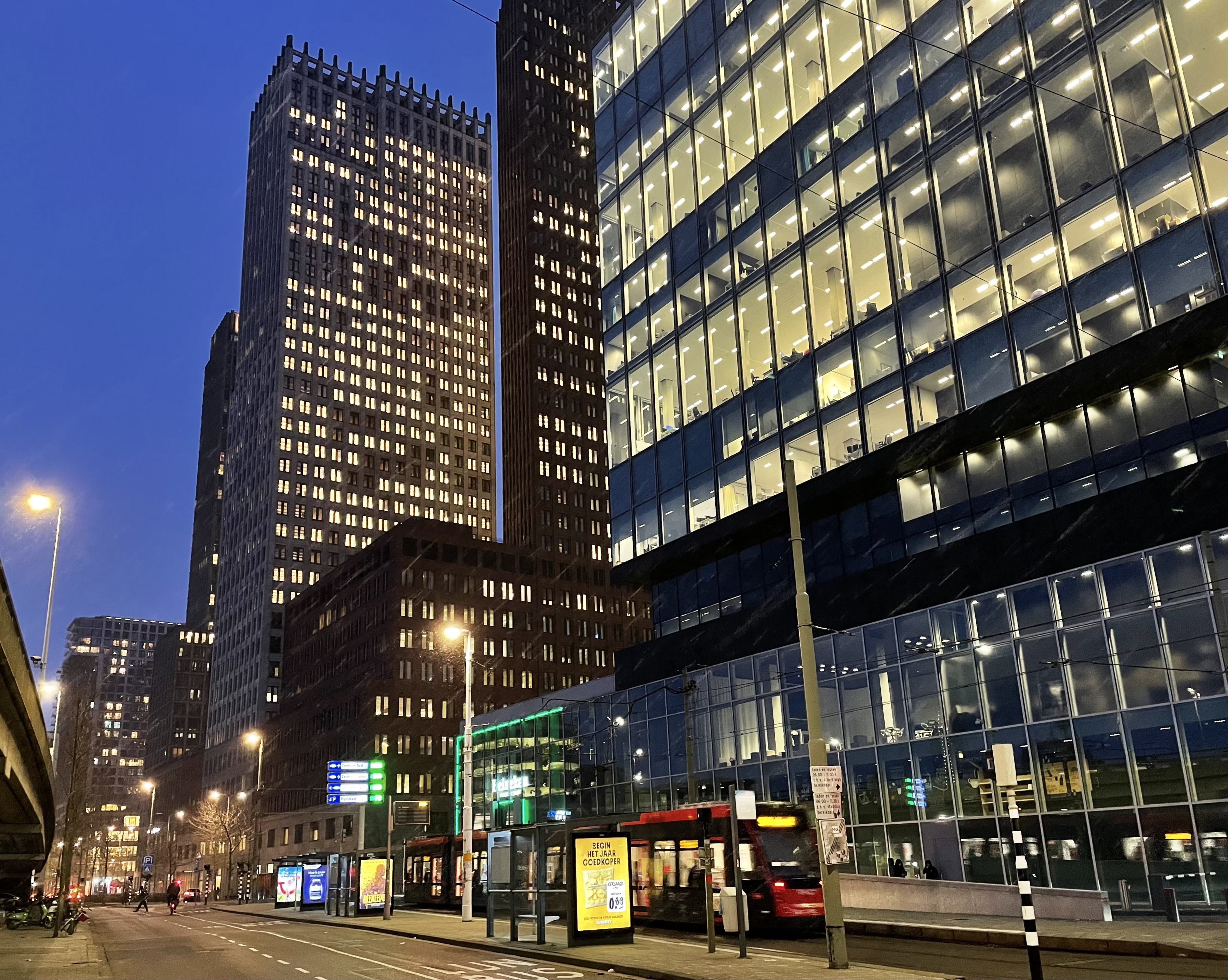
Schedeldoekshaven 's avonds

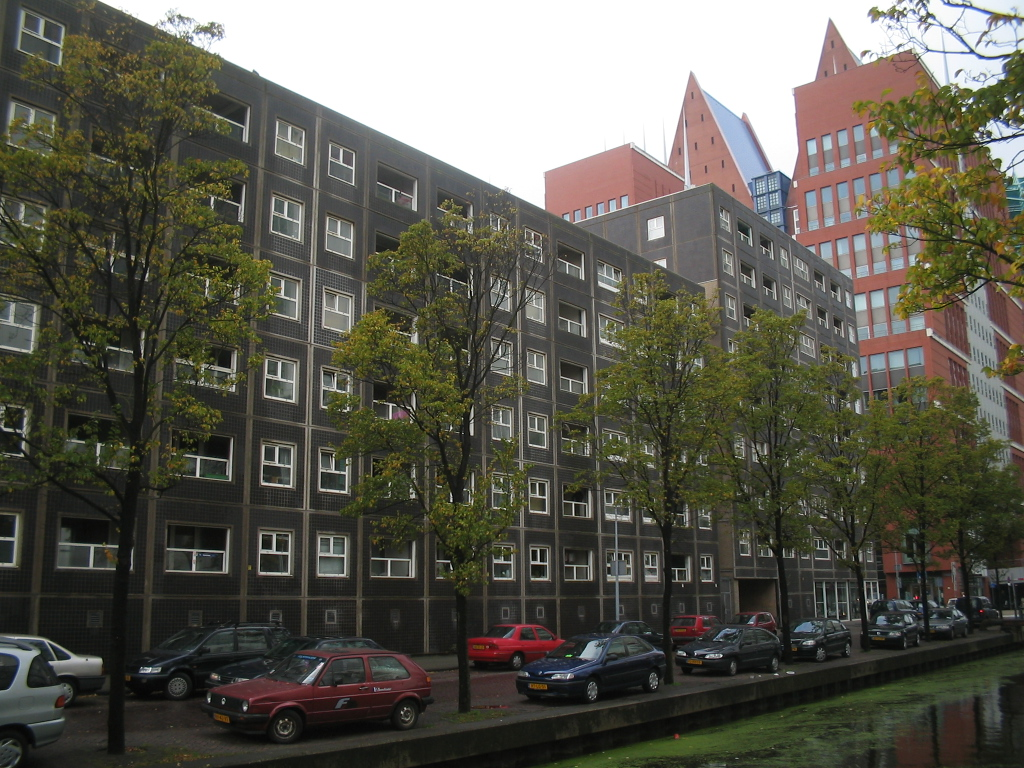
De Zwarte Madonna (zijde Zwarteweg)

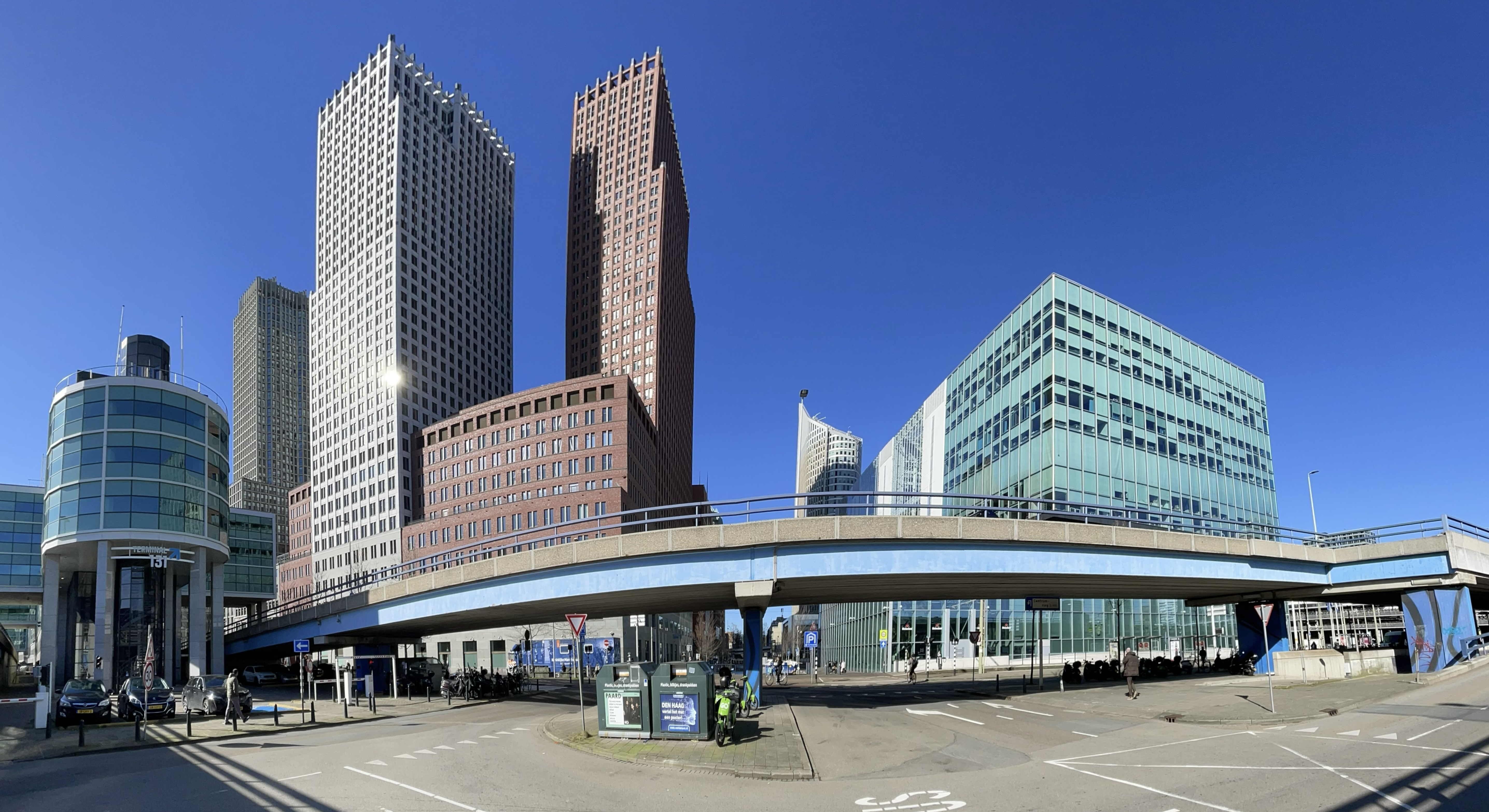
Schedeldoekshaven, panorama (2024)

De Schedeldoekshaven  is een straat in het centrum van de Zuid-Hollandse plaats Den Haag, het loopt parallel aan de veel oudere Ammunitiehaven. De naam van de haven komt ook in Alkmaar voor, dan gespeld als Scheteldoekshaven.
De Schedeldoekshaven werd aan het einde van de 16e eeuw gegraven. In die tijd had Den Haag ongeveer 12.000 inwoners. maar dat aantal groeide snel. In 1627 was het aantal gestegen tot 18.000 dus er moesten huisjes gebouwd worden. Bij het Spui kwam een nieuwe wijk van handelaren en arbeiders, die rond de binnenhavens wilden wonen. Vrachten werden aangevoerd uit Delft en Leiden en nieuwe grachten werden gegraven en oude watergangen werden verbreed en uitgediept.
Rond 1629 werd de haven aangeduid als de Grove Houthaven. De naam werd later gewijzigd, omdat er blekerijen waren en er veel luiers (scheteldoeken) te drogen hingen. De gracht begon smal bij het Spui en werd later breder. In 1859 werd besloten de haven te dempen, wat een jaar later werd afgerond. Een andere mogelijke verklaring voor de naam is dat de naam afkomstig is van 'schele hoekshaven'. In dat geval gaat het om een stompe aanlegplaats voor schepen.

## De Zwarte Madonna
Op de hoek Schedeldoekshaven/Zwarteweg stond tussen 1985 en 2006 woongebouw De Zwarte Madonna van architect Carel Weeber. Het was toen het hoogste gebouw in de omgeving. Het bestond uit een rechthoekig gebouw met een binnentuin. Er waren 336 woningen, enkele winkels en een parkeergarage. Volgens het oorspronkelijk ontwerp zou de buitenkant wit betegeld worden, maar toen bleek dat het stadhuis en het Ministerie van VROM ook wit zouden worden, veranderde Weeber de kleur in zwart.
In 2001 werd besloten tot sloop. Na veel protest zijn de bewoners vertrokken, waarna het gebouw in 2007 afgebroken werd en ruimte maakte voor twee nieuwe ministeries: het Ministerie van Binnenlandse Zaken en Koninkrijksrelaties en het Ministerie van Justitie en Veiligheid.
Straten: Achterom · Alexanderstraat · Van Alkemadelaan · Amaliastraat · Amsterdamse Veerkade · Benoordenhoutseweg · Bezuidenhoutseweg · Cantaloupenburg · Denneweg · Fluwelen Burgwal · Geest · Gravenstraat · Groenewegje · Groot Hertoginnelaan · Grote Marktstraat · Herengracht · Heulstraat · Hogewal · Hooigracht · Javastraat · Juffrouw Idastraat · Kazernestraat · Kneuterdijk · Korte Vijverberg · Korte Voorhout · Laan Copes van Cattenburch · Laan van Meerdervoort · Laan van Nieuw Oost-Indië · Lange Beestenmarkt · Lange Poten · Lange Vijverberg · Lange Voorhout · Lijnbaan · Mallemolen · Mauritskade · Melis Stokelaan · Van Merlenstraat · Molenstraat · Nassaulaan · Nieuwe Haven · Nieuwe Schoolstraat · Nieuwe Uitleg · Nobelstraat · Noordeinde · Oude Boomgaardstraat · Oude Molstraat · Parkstraat · Paviljoensgracht · Piet Heinstraat · Prinsegracht · Prinsessegracht · Prinsestraat · Rijswijkseweg · Riouwstraat · Schalk Burgerstraat · Schedeldoekshaven · Schelpkade · Schenkkade · Scheveningseveer · Scheveningseweg · Schuddegeest · Slijkeinde · Smidswater · Sophialaan · Sportlaan · Spui · Spuistraat · Surinamestraat · Theresiastraat · Torenstraat · Tournooiveld · Trekvlietplein · Turfmarkt · Vaillantlaan · Vondelstraat · Wagenstraat · Weimarstraat · Westeinde · Wijnhaven · Witte de Withstraat · Zeestraat

Pleinen: Alexanderplein
· Anna Paulownaplein
· Bankaplein
· Binnenhof
· Buitenhof
· Burgemeester De Monchyplein
· Clioplein
· Elandplein 
· Esperantoplein
· Groenmarkt
· Grote Markt
· Hofplaats
· Kerkplein
· Koningsplein
· Loosduinse Hoofdplein
· Malieveld
· Muzenplein
· Nassauplein
· Plaats
· Plein
· Plein 1813
· Prins Hendrikplein
· Prinsenvinkenpark
· Regentesseplein
· Rond de Grote Kerk
· Spuiplein
· Tournooiveld
· Vaillantplein
· Varkenmarkt
· Visbanken
· Wijnhaven